# Piotr Rubik

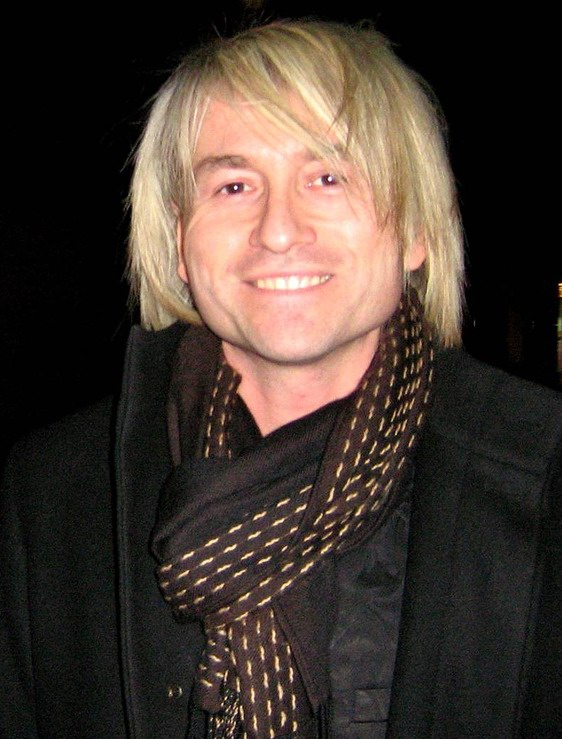
Piotr Rubik (2007)

Piotr Andrzej Rubik (* 3. September 1968 in Warschau) ist ein polnischer Komponist für Pop-, Film- und Theatermusik und Cellist.

## Leben
Rubik begann im Alter von sieben Jahren mit dem Cellospiel, ging zur musikalischen Sekundarschule und studierte nach dem Abitur Cello an der Fryderyk-Chopin-Musikakademie (heute Fryderyk-Chopin-Universität für Musik) in Warschau. Später wurde er Mitglied des Weltklasseorchesters Jeunesses Musicales International und studierte Komposition (Filmmusik) bei Ennio Morricone in Siena, Italien.
Piotr Rubik produzierte Musikalben einer Reihe polnischer Künstler, z. B. Tytus Wojnowicz, Małgorzata Walewska, Katarzyna Skrzynecka, Michał Bajor und Georgina Tarasiuk. Für Edyta Górniak produzierte er die Single Dotyk („Berührung“). Auch Filmmusiken diverser TV-Sendungen schuf er. Seine populärsten Filmsongs sind Niech mówią że to nie jest miłość („Let them say it’s not love“), Psalm dla Ciebie („Psalm for You“), Most Dwojga Serc („Bridge of Two Hearts“), Nie Wstydź się mówić że kochasz („Don’t be afraid to say that you love“) und Miłość cierpliwa jest, lecz i nie cierpliwa („Love is patient, yet impatient“). Im Jahr 2001 komponierte er den Promotionssong Dove vai? der Neuverfilmung von Quo Vadis von Jerzy Kawalerowicz. Seit September 2007 trat Rubik einige Male auch in den USA auf. Von Oktober bis November 2010 ging der Komponist und Dirigent auf USA/Kanada-Tour für 17 Konzerte.
Piotr Rubik ist seit Juni 2008 mit dem polnischen Fotomodell Agata Paskudzka verheiratet. Im Mai 2009 kam die gemeinsame Tochter Helena zur Welt.

## Werke (Auswahl)

### Oratorien
Sein bedeutendstes Meisterwerk ist bislang Teil II der Oratorien-Trilogie Tryptyk Świętokrzyski („Das Triptychon des Heiligen Kreuzes“), die er zum Libretto von Zbigniew Książek komponierte. Es heißt Tu Es Petrus und wurde im Gedenken an Papst Johannes Paul II. in dessen Todesjahr 2005 komponiert bzw. veröffentlicht.

#### Oratorien-TrilogieTryptyk Świętokrzyski(„Das Triptychon des Heiligen Kreuzes“)

##### IŚwiętokrzyska Golgota
Świętokrzyska Golgota („Heiliges Kreuz von Golgotha“) ist ein Oratorium der Oratorien-Trilogie Tryptyk Świętokrzyski („Das Triptychon des Heiligen Kreuzes“), basierend auf dem Leben Jesus Christus, wie es durch die Bibel überliefert ist. Der Titel bezieht sich auf die Art und Weise, wie Jesus starb, durch Kreuzigung auf der Richtstätte Golgota vor den Toren Jerusalems. Das Oratorium folgt der Passion Jesu, obwohl der Prolog ursprünglich für den polnischen Film Quo Vadis bestimmt war. Es wurde am 6. April 2004 in der Kathedrale von Kielce, Polen, uraufgeführt.

##### IITu Es Petrus
Tu Es Petrus („Du bist Petrus“) ist ein Oratorium der Oratorien-Trilogie Tryptyk Świętokrzyski („Das Triptychon des Heiligen Kreuzes“), das im Jahr 2005 als Tribut und Geburtstagsgeschenk für Papst Johannes Paul II. entstand. Unglücklicherweise starb der Papst vor der Fertigstellung. Rubik nannte dieses Oratorium später „Epitaph für Johannes Paul II.“ Der Titel des Oratoriums bezieht sich auf Matth 16.18, ein Statement, wonach die Katholiken glauben, es habe Simon Petrus zum Oberhaupt der Kirche (und im weiteren Sinne Petrus’ Nachfolger) mit der Autorität von Jesus Christus gemacht. Tu Es Petrus wurde am 2. Juli 2005 uraufgeführt und ist bislang Piotr Rubiks bedeutendstes Meisterwerk. Während der folgenden Jahre wurde es überall in Polen sowie in kanadischen und US-amerikanischen Städten mit hohem Anteil polnischer Bevölkerung aufgeführt.
Das Oratorium basiert teilweise auf Schriftstücken des Papstes Johannes Paul II., insbesondere seinen Gedichten, so z. B. bei den Songs Zdumienie („Wunder“) und Strumień („Strom“). Es besteht aus drei Teilen, die jeweils auf das Mysterium der Schöpfung, das Mysterium des Kreuzes sowie das Mysterium der Liebe schauen; drei Themengebiete, worüber der Papst während seines 26-jährigen Pontifikats wiederholt schrieb. Jeder Oratorienteil enthält vier Songs und eine „Litanei“ sowie ein „Intermezzo“-Stück, das ganze Oratorium ist umrahmt von einem Prolog und Epilog mit dem Titel Tu Es Petrus, den einzigen zwei Songs, die direkt an Papst Johannes Paul II. adressiert sind. Der Song Niech mówią, że to nie jest miłość („Let them say that it’s not love“) aus dem Oratorium war ein Dauer-Hit im Polskie Radio. Zu diesem Song wurde auch ein Musikvideo mit Rubik und seinen Solisten gedreht und im Telewizja Polska ausgestrahlt.

##### IIIPsałterz Wrześniowy
Psałterz Wrześniowy („Der September-Psalter“) ist ein Oratorium der Oratorien-Trilogie Tryptyk Świętokrzyski („Das Triptychon des Heiligen Kreuzes“), das von dem Buch der Psalmen inspiriert ist und auf seine Relevanz heute schaut. Die besagten „September“ sind der 11. September 2001 und der 1. September 1939, als die Nazis Polen überfielen; ein künstlerisches Gestaltungsmittel, Bezug nehmend auf die Mächte des Bösen, die wann auch immer und wo auch immer zuschlagen. Vor dem Hintergrund der Terroranschläge des 11. September wurde das Oratorium auch am 11. September 2006 in Kielce uraufgeführt. Auch mit diesem Werk tourte Rubik wieder durch Polen und Nordamerika.
Trotz des Handlungssubjekts, das der Oratorientitel vorgibt, bleibt eine Stellungnahme zum Triumph des menschlichen Geistes über die Tyrannei und des Bösen. Das Oratorium vertieft sich tief in die christliche Tradition und ihre Texte. Es teilt sich in vier Teile: die Bekenntnispsalme mit Songs, die auf das Apostolische Glaubensbekenntnis, Adam und Eva, Abraham und Moses Bezug nehmen; die Engelspsalme, die von den himmlischen Beschützern sprechen; die Bußpsalme, die von Themen der Buße bis hin zum Sieg über das Leid reichen; und die Liebespsalme, eine Serie von Love-Songs inklusive des bekannten Hits Psalm dla Ciebie („Psalm für dich“).

#### Habitat
Basierend auf dem Erfolg seiner Kantate Zakochani w Krakowie (2007), schrieb Rubik ein neues Oratorium mit dem unverständlich langen Titel Oratorium dla Świata, część I: Habitat, moje miejsce na ziemi („Oratorium für die Welt, Teil I: Habitat, mein Platz auf Erden“). Mit in den Hauptrollen sechs neuen, jüngeren Solisten feierte Habitat im Dezember 2007 Premiere mit einer entscheidenden neuen Wendung: der Zusatz eines DJ und Beatboxer zu Rubiks traditionellem 100 Mann starken Symphonieorchester und 120 Mann starken Chor. Habitat erwies sich als erfolgreicher als klassische Musik (obwohl Rubik die Grenzen zwischen Pop und Klassik immer weniger klar voneinander abgrenzte) mit dem Zusatz einiger Innovationen, z. B. bei Most Dwojga Serc („Die Brücke zwischen den Herzen“), einem Stück, bei dem der Komponist und Dirigent selbst spielt und singt. Andere nennenswerte Charakteristika schließen den Gospelesquen-Chor Serce Dzwonu („Das Herz der Glocke“) mit seinem klingenden Refrain Gloria, Gloria ein, auch das theatralische Katedra („Kathedrale“); das Kinderlied Schody donikąd („Das ausweglose Treppenhaus“) sowie das Beatboxing im Epilog des Oratoriums.
Habitat ist eine weitere Stellungnahme zur menschlichen Gesellschaft, zu dem stärker werdenden Bedürfnis nach Frieden in einer
gestörten Welt und zur Harmonie unter den Völkern. Jeder Song ist untertitelt mit einer Phrase oder einem Wort sowie „Frieden“, „Glaube“, „Nachbar“, „Toleranz“ etc. Der Oratorientext wurde vom polnischen Schriftsteller Roman Kołakowski verfasst.

#### Santo Subito: Cantobiografia Jana Pawła II
Im Oktober 2009 wurde das Oratorium Santo Subito, Rubiks Meisterwerk über die Biografie Johannes’ Paul II., uraufgeführt. Das Libretto für dieses Werk schrieb Jacek Cygan. Die Handlung beginnt mit dem Song Lolek, mit Wojtyłas Kindheit in Wadowice, geht dann weiter mit seiner Liebe zum Theater, seiner Priesterschaft und seinem Pontifikat. Viele der Songtexte in Santo Subito enthalten vielfältige Fakten und interessante Informationen, welche die Kultur und das Leben des Papstes betrachten.
Bei Santo Subito singen in den Hauptrollen Zofia Nowakowska, Anna Józefina Lubieniecka, Marta Moszczyńska, Grzegorz Wilk, Michał Gasz und Michał Bogdanowicz. Die Solistin Ewa Prus ersetzte Anna Józefina Lubieniecka im Mai 2010.

### Rockoper

#### Opisanie Świata
Es war der 8. November 2011, als Piotr Rubik seine erste Rockoper, Opisanie Świata, vorstellte. Das Libretto schrieb erneut Zbigniew Ksiązek. Ähnlich wie beim Oratorium Habitat ist die Liebe auch hier ein zentrales Thema. Die Orchesterbesetzung schließt Drums und E-Gitarren mit ein, anders als in jeder seiner anderen Kompositionen. In den Hauptrollen singen Zofia Nowakowska, Grzegorz Wilk, Marta Moszczyńska, Michał Gasz und Ewa Prus.

### Kantaten

#### Zakochani w Krakowie
2007 arbeitete Piotr Rubik wieder mit Zbigniew Książek zusammen und schrieb eine Kantate für Chor und Orchester zum 750. Geburtstag Krakaus mit dem Titel Zakochani w Krakowie („Verliebt in Krakau“). Sie erwies sich als sehr beliebt bei den Krakauern, die mehrfache Zugaben bei der Uraufführung am 1. Juni 2007 auf dem Krakauer Marktplatz forderten.
Zakochani w Krakowie folgt der Stadtgeschichte Krakaus, von der Errichtung 1257 durch König Bolesław V. bis zur Gegenwart, von den polnischen Helden, vom Künstler Veit Stoß bis hin zu Papst Johannes Paul II. sowie den historisch bedeutenden Plätzen Krakaus, wie der Wawel-Kathedrale und seiner Sigismund-Glocke.

## Wirkung und Erfolg
Manche behaupten, Rubiks Œuvre sei klassische Musik, obwohl einige herausstellen, dass er sehr aktiv in der Welt der populären Massenmedien ist und dass seine Musik eher Popmusik mit sakralen Elementen, arrangiert für Orchester, sei. Anders als viele Komponisten, die klassisch denken, gibt Piotr Rubik den Massenmedien oft Interviews und produziert für sie Musikvideos zu seinen Kompositionen. Der Beifall für ihn ist sehr herzlich. Die CD-Einspielungen seiner Oratorien wurden in Polen mehrfach mit Platin ausgezeichnet und gehören zu den meistverkauften CDs der letzten Jahre in Polen.
Manche Musikkritiker in Polen meinen allerdings, sein Werk sei amateurhaft und banal, besonders nach Fertigstellung von Zakochani w Krakowie. Stanisław Krawczyński, Direktor der Fryderyk-Chopin-Universität für Musik, behauptete, es sei ein Skandal, dass seine Musikuniversität Rubik mit einer Komposition für die Eröffnungsfeierlichkeiten des 750. Geburtstag Krakaus beauftragte. Auch Krystyna Moszumańska-Nazar sieht ihn als Amateur, und der Krakauer Filmemacher Artur Więcek fragte rhetorisch die Steuerzahler, warum sie für Rubiks „pseudoreligiöse“ Musik des Festivals überhaupt Geld zahlten.

## Diskografie

### Alben
- 2004: Oratorium Świętokrzyska Golgota (PL: Platin)[3]
- 2005: Oratorium Tu Es Petrus – Ty Jesteś Skała (PL: Diamant)
- 2006: Rubikon (PL: ×3Dreifachplatin )
- 2006: Oratorium Psałterz Wrześniowy (PL: ×2Doppeldiamant )
- 2007: Kantate Zakochani w Krakowie
- 2007: Oratorium Dla Śwtata – Habitat Cz.1 (PL: ×2Doppelplatin )
- 2009: Santo subito – Cantobiografia Jana Pawła II (PL: Platin)
- 2011: Opisanie Świata (PL: Gold)